# Mathematics Genealogy Project
Het Mathematics Genealogy Project beoogt een database van alle levende en overleden gepromoveerde wiskundigen in de wereld samen te stellen. Van elk wordt de volgende informatie opgeslagen:
- de complete naam van de doctor
- de naam van de universiteit waar de graad behaald is
- het promotiejaar
- de titel van het proefschrift
- de naam van de promotor(s)

Het is een "genealogie" met betrekking tot de promotor/promovendus-relatie, die het eenvoudig maakt om van een wiskundige de academische "voorouders" en "afstammelingen" te vinden. De database bevat de gegevens van circa 150.000 wiskundigen (2011).